# Mouz
A Mouz (stilizáltan MOUZ), korábban mousesports, egy németországi székhelyű professzionális esport szervezet. Több játékban is indít csapatokat, de különösen a CS2 csapatáról ismert. A MOUZ a G7 Teams egyik alapító tagja volt.

## Divíziók
- Counter Strike 2

- Valorant
- StarCraft II: Legacy of the Void
- Street Fighter V
- DOTA 2

## Történelme
A MOUZ 2002 márciusában kezdte életét mousesports néven, amelyet Berlinben alapítottak Counter-Strike csapatként, és amely később egy több bajnoki címet nyert európai esport márkává nőtte ki magát.2006-ra alapító tagjai lettek a G7 Teams-nek, segítve a globális esport-szabványok hivatalossá tételét.Az évek során a MOUZ olyan címekkel bővült, mint a StarCraft II, a Warcraft III és a Dota 2, miközben 31 nemzeti bajnoki címmel Németország legkitüntetettebb esport orgánumává vált.2018-ban Stefan Wendt vezérigazgató Hamburgba helyezte át a központot, megnyitva az utat a további növekedés előtt. A 2021-es nagyszabású „MOUZ” márkanévváltás egy elegáns, modern arculatot vezetett be, amely a szurkolókkal és a játékosokkal való újbóli kapcsolatteremtést célozza.

## Csapat
| Counter Strike 2 | Counter Strike 2 | Counter Strike 2 | Counter Strike 2         |
| ---------------- | ---------------- | ---------------- | ------------------------ |
| Játékosnév       | Játékosnév       | Játékosnév       | Edző                     |
| Játékbeli név    | Név              | Nemzetiség       | Dennis "sycrone" Nielsen |
| torzsi           | Torzsás Ádám     | Magyar           | Dennis "sycrone" Nielsen |
| xertioN          | Dorian Berman    | Izraelita        | Dennis "sycrone" Nielsen |
| Spinx            | Lotan Giladi     | Izraelita        | Dennis "sycrone" Nielsen |
| Jimpphat         | Jimi Salo        | Finn             | Dennis "sycrone" Nielsen |
| Brollan          | Ludvig Brolin    | Svéd             | Dennis "sycrone" Nielsen |

## Verseny eredmények

### Counter-Strike
- 3rd — World Cyber Games 2002
- 3rd — CPL Europe Cannes 2002[4]
- 3rd — CPL Europe Copenhagen 2002
- 3rd — CPL Winter 2003[5]
- 5–8th — ESWC 2004
- 7th — CPL Summer 2004
- 3rd — World e-Sports Games Season 1
- 1st — CPL Spain 2005[6]
- 3rd — ESWC 2005[7]
- 5th — Intel Summer Championship 2006
- 5–6th — IEM Season I World Championship
- 4th — WSVG Louisville 2007[8]
- 1st — IEM Season II World Championship
- 3rd — ESWC Masters of Paris[9]
- 4th — ESWC 2008
- 1st — IEM Season III Global Challenge Dubai
- 2nd — World e-Sports Masters 2008[10]
- 3rd — ESWC Masters of Cheonan[11]
- 1st — GameGune 2009[12]
- 1st — IEM Season IV Global Challenge Gamescon
- 1st — IEM Season IV European Championship
- 2nd — Arbalet Cup Dallas 2010[13]
- 5–8th — Copenhagen Games 2011
- 5–6th — World e-Sports Games: e-Stars Seoul 2011[14]
- 2nd — IEM Season VI Global Challenge Guangzhou
- 3rd — ESWC 2011
- 4th — DreamHack Winter 2011[15]

### Counter-Strike: Global Offensive

#### 2012
- 3rd–4th — Sound Blaster CS:GO Challenge[16]
- 3rd–4th — DreamHack Winter 2012

#### 2014
- 13–16th — EMS One Katowice 2014
- 5–8th — Gfinity G3[17]
- 7–8th — ESEA S17 LAN[18]
- 4th — Acer A-Split Invitational[19]

#### 2015
- 4th — ESEA S18 LAN[20]
- 3rd–4th — Gfinity Summer Masters I[21]
- 3rd–4th — CEVO S7 LAN[22]
- 2nd — Acer Predator Masters Season 1[23]
- 4th — IEM Season X Gamescom
- 13–16th — ESL One Cologne 2015
- 9–12th — DreamHack Open Cluj-Napoca 2015
- 2nd — CEVO S8 LAN[24]

#### 2016
- 1st — Acer Predator Masters Season 2[25]
- 7–8th — IEM Season X World Championship
- 9–12th — MLG Major Championship: Columbus
- 5–8th — DreamHack Masters Malmö 2016
- 9–12th — ESL One Cologne 2016
- 3rd–4th — ELeague Season 1
- 3rd–4th — ESL Pro League Season 4 Finals

#### 2017
- 12–14th — ELEAGUE Major 2017
- 5–8th — DreamHack Masters Las Vegas 2017
- 12–14th — PGL Major Kraków 2017
- 1st — ESG Tour: Mykonos, 2017 [26]
- 3rd–4th — DreamHack Open Denver 2017 [27]
- 2nd — ECS Season 4 Finals [28]

#### 2018
- 5–8th — ELEAGUE Major: Boston 2018[29]
- 1st — StarLadder Starseries & iLeague Season 4[30]
- 1st — V4 Future Sports Festival [31]
- 3rd–4th — StarSeries i-League Season 5 [32]
- 5–6th — ESL Pro League Season 7 [33]
- 15–16th — FACEIT Major: London 2018
- 1st — ESL One New York 2018 [34]

#### 2019
- 1st — Dreamhack Open Tours 2019[35]
- 3rd–4th — ESL Pro League Season 9 Finals[36]
- 9–11th — StarLadder Major: Berlin 2019
- 1st — CS:GO Asia Championships[37]
- 1st — ESL Pro League Season 10 Finals[38]
- 1st — CS_Summit 5[39]
- 2nd — EPICENTER 2019[40]

#### 2020
- 1st — ICE Challenge 2020.[41]
- 2nd — ESL Pro League Season 11[42]
- 1st–2nd — BLAST Premier Fall 2020 Showdown[43]
- 2nd — Dreamhack Masters Winter 2020 Europe[44]
- 7th–8th — BLAST Premier Fall 2020

#### 2021
- 3rd–4th — cs_summit 7[45]
- 1st — Flashpoint Season 3 (RMR)[46]
- 12th–14th — PGL Major Stockholm 2021

#### 2022
- 2nd — Global Esports Tour Dubai 2022
- 3rd–4th — IEM Rio Major 2022

#### 2023
- 13th–16th — IEM Katowice 2023[47]
- 5th–8th — ESL Pro League Season 17
- 13th–16th — IEM Rio 2023
- 3rd–4th — Elisa Invitational Spring 2023
- 23rd–24th — BLAST.tv Paris Major 2023
- 2nd — IEM Dallas 2023
- 1st — ESL Pro League Season 18

### Counter-Strike 2

#### 2023
- 3-4th — IEM Sydney 2023
- 1st — ESL Pro League Season 18

#### 2024
- 1st — ESL Pro League Season 19

#### 2025
- 1st — PGL Cluj-Napoca 2025
- 2nd — ESL Pro League Season 21
- 2nd — Blast Open Lisbon 2025
- 3-4th — IEM Melbourne 2025